# Violence extrême

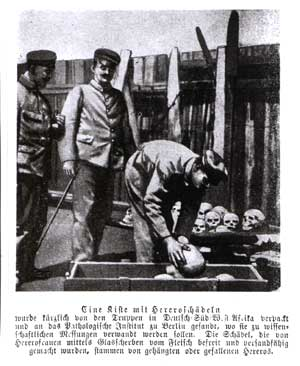
Scène du Massacre des Héréros et des Namas dans le Sud-Ouest africain allemand, avant 1911. La légende indique : Une caisse de crânes de Héréros est envoyée à l'institut de Pathologie de Berlin pour y être étudiés. […] Ils proviennent d'Héréros pendus ou tombés au combat.

La violence extrême est une notion d'anthropologie historique, d'histoire et de philosophie développée à la fin du XXe siècle. Elle est utilisée pour rendre compte de l'évolution des conflits depuis le XIXe siècle, comme de la banalisation des pratiques de violence dans l'expérience des combattants et des civils.
Les formes de la violence extrême connaissent deux ruptures majeures dans le temps. La notion fait l'objet de recherches et de débats, autour du déni de la violence extrême, de sa rationalité, et de ses conditions d'apparition.

## Définition
L'anthropologue Véronique Nahoum-Grappe la définit comme « une catégorie de crimes, non seulement particulièrement graves, mais aussi différents quant à leur sens sur le terrain des autres pratiques de violence ».
L'historien Jacques Semelin indique que la notion de violence extrême renvoie à « une forme d’action spécifique, un phénomène social particulier, qui semblent se situer dans un "au-delà de la violence" », et pour laquelle il voit deux formes : des atrocités ou cruautés associées aux actes violents, et la destruction massive de populations civiles. Selon lui, la notion de violences extrêmes, liée à un processus de « barbarisation » des conflits, vient remettre en cause la définition rationnelle de la guerre proposée par Clausewitz, soit celle d'une continuation de la politique par d'autres moyens.

## Évolution et diffusion des violences extrêmes

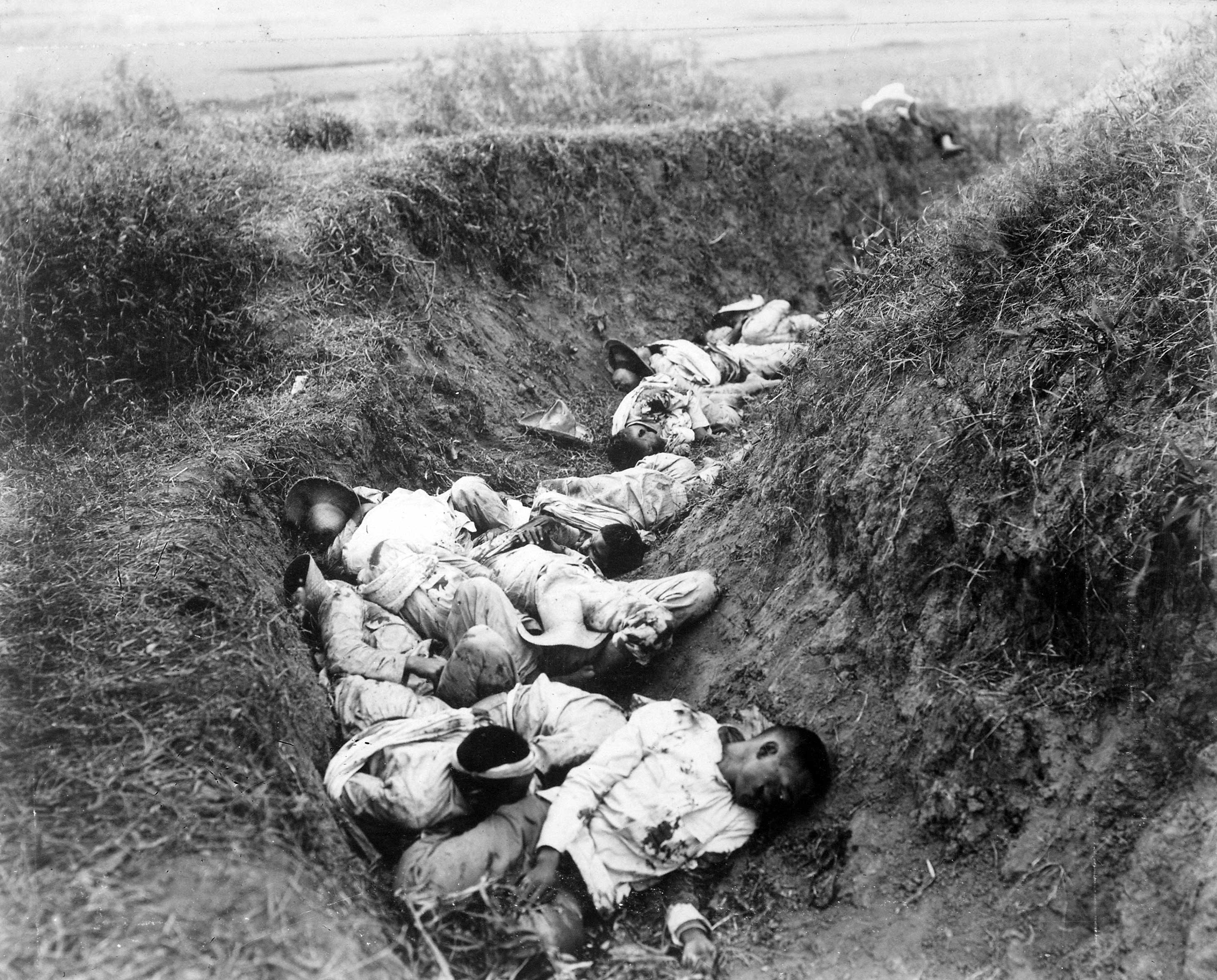
Insurgés tombés dans leur tranchée, guerre américano-philippine, février 1899.

Les formes des violences extrêmes ont tellement évolué en deux siècles — des massacres de 1822 immortalisés par Eugène Delacroix dans ses Massacres de Scio au bombardement de Dresde de février 1945, jusqu'au génocide rwandais de 1994 — qu'il est difficile d'en saisir le principe général.
Dans un premier temps, et à partir de 1815, les violences extrêmes sont contenues dans un cadre militaire, et dans un contexte géographique particulier , celui de la conquête coloniale. Abram de Swaan, dans la lignée de Norbert Elias, y voit un processus de « compartimentation », soit « l'attribution à des espaces et à des catégories sociales spécifiques d'un abaissement des normes de civilisation », repérable également à partir de 1935 dans la conquête italienne de l'Éthiopie, comme dans les conflits d'indépendance — usage massif de la torture en Algérie, massacres de civils au Vietnam — postérieurs.

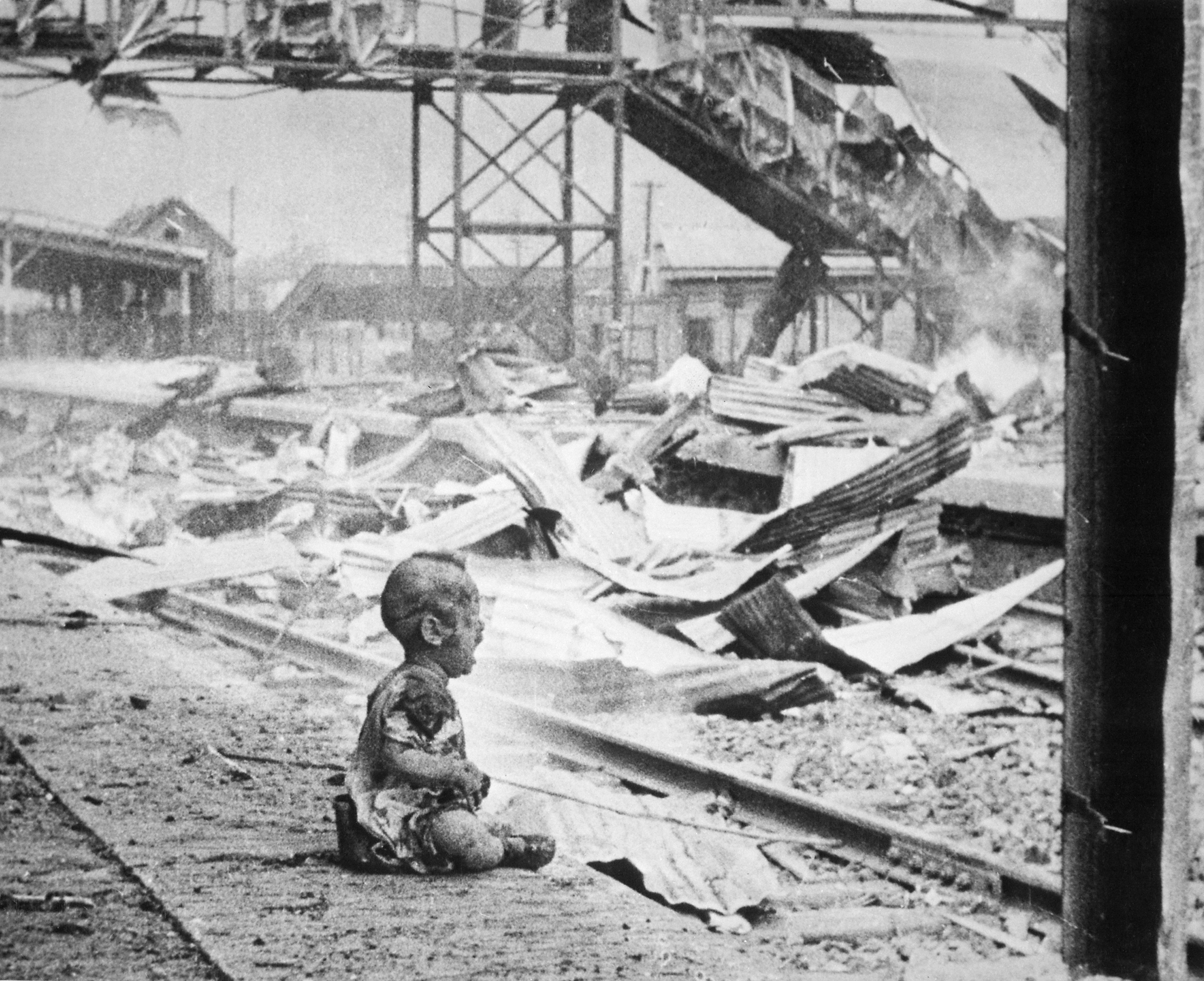
Samedi sanglant (血腥的星期六), célèbre photographie de la bataille de Shanghai montrant un bébé chinois pleurant au milieu des ruines d'une gare de Shanghai en 1937, après une attaque aérienne japonaise. Auteur : H. S. Wong.

Une première rupture majeure dans les pratiques de guerre survient de 1912 à 1948 : les violences extrêmes, d'abord limitées au champ de bataille, le débordent par étapes pour toucher les populations civiles. Les massacres de civils, d'abord rares mais attestés lors de la répression de l'insurrection bulgare d'avril 1876 comme lors de la guerre de Sécession, deviennent plus fréquents lors des guerres balkaniques, puis en Europe lors de la Première Guerre mondiale et dans la guerre civile russe. Cette tendance atteint son paroxysme, un « martyre des populations civiles », lors des conflits en Asie, de la guerre civile espagnole, puis de la Seconde Guerre mondiale et dans les années qui suivent, avec l'Action Zamość, les massacres en Volhynie, et la perpétration de la Shoah.
La seconde rupture, à l'échelle mondiale, n'implique pas une intensification, mais une plus grande circulation, diffusion et banalisation des violences extrêmes. Si l'Europe a été le premier et principal protagoniste des violences extrêmes, celles-ci y deviennent plus rares, et se développent en Asie, notamment dans le long épisode de conflit chinois, de la guerre civile chinoise et du conflit sino-japonais, de 1927 à 1950.

## Enjeux de la notion
Le terme de violence extrême est, pour l'historien qui s'intéresse aux violences de guerre, à la fois un outil et un problème, d'une part parce que cette violence est souvent niée ou renvoyée au tabou de l'indicible, d'autre part parce qu'elle ne se définit pas de façon évidente.

### Déni et refus de voir

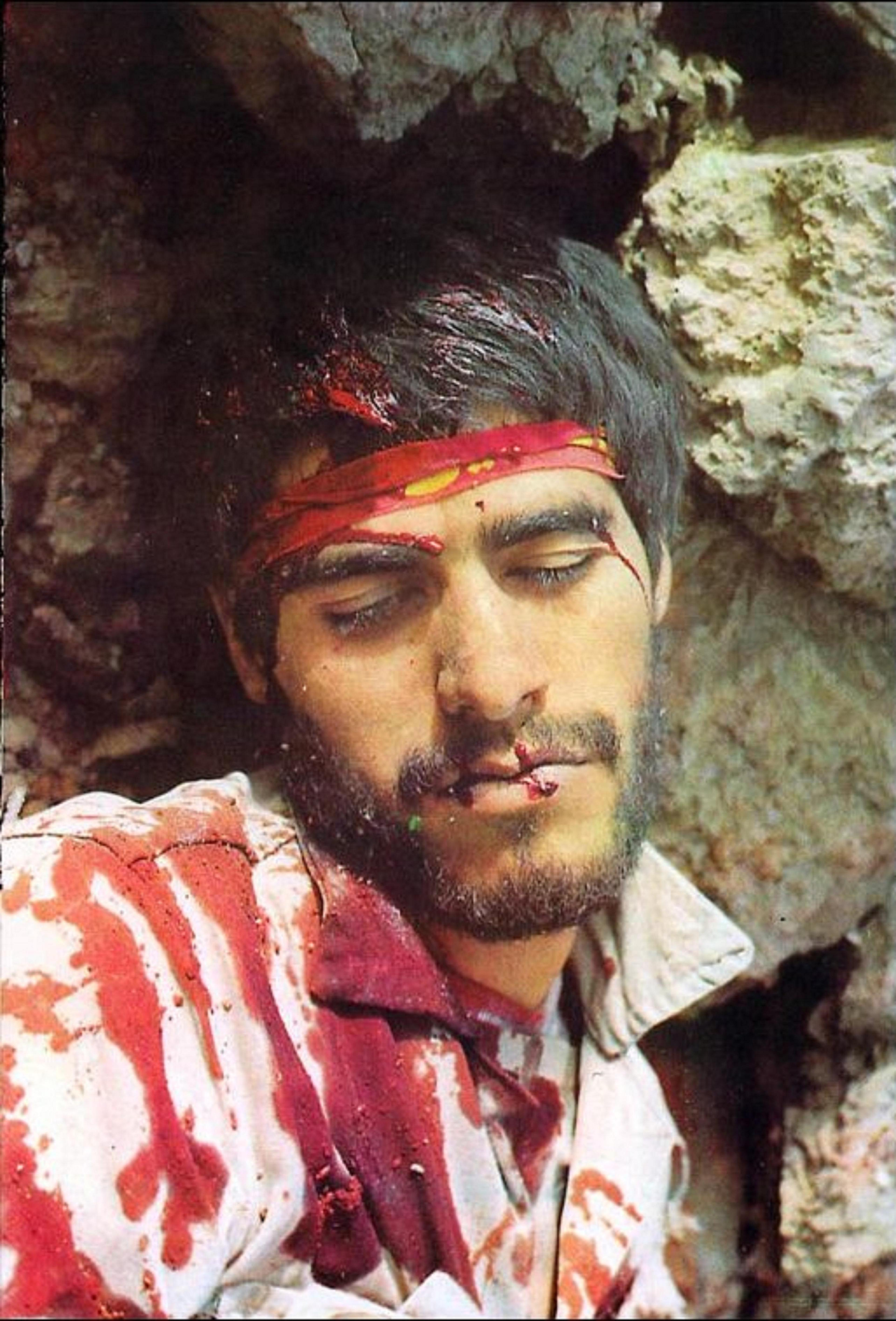
Soldat iranien mort, guerre Iran-Irak.

Les historiens anglo-saxons John Keegan et Victor-Davis Hanson ont été pionniers dans l'étude de la violence de combat, à un moment où celle-ci était encore peu considérée, voire évitée en France, à tel point que l'on peut parler de déni, ou, selon Stéphane Audoin-Rouzeau, d'un « refus de voir » la violence extrême. Celui-ci s'inscrit sans doute plus généralement dans une tendance de l'historiographie française au « refus des paroxysmes », selon Alain Corbin.
Pour expliquer ce déni, il faut prendre conscience que l'étude de la violence extrême prête le flanc à plusieurs soupçons d'ordre moral : celui du possible voyeurisme, de l'obscénité, voire de la perversité. En outre, les réticences à dévoiler la violence des sociétés occidentales tiennent vraisemblablement « à ce que la violence extrême est exercée en quelque sorte par et s’applique à nous-mêmes, que nous sommes ainsi, quoique indirectement, nous-mêmes en cause ». Les mêmes scrupules, ou le même refus de voir se retrouvent dans les témoignages de nombreux photographes de guerre, de Marc Riboud à Marie-Laure de Decker ou Christine Spengler, qui photographie les conflits au Vietnam, Cambodge, Salvador, Liban et en Iran, et écrit : « Je rejette le sensationnalisme, ne photographie jamais de cadavres ni de chairs mutilées, une femme ne le fait pas ». Ces scrupules occidentaux évoluent à rebours de logiques contemporaines qui consistent justement à montrer la violence extrême. Les blessures et mutilations des combattants iraniens de la guerre Iran-Irak sont filmées, diffusées et exposées comme étant la preuve de l'élection des martyrs.

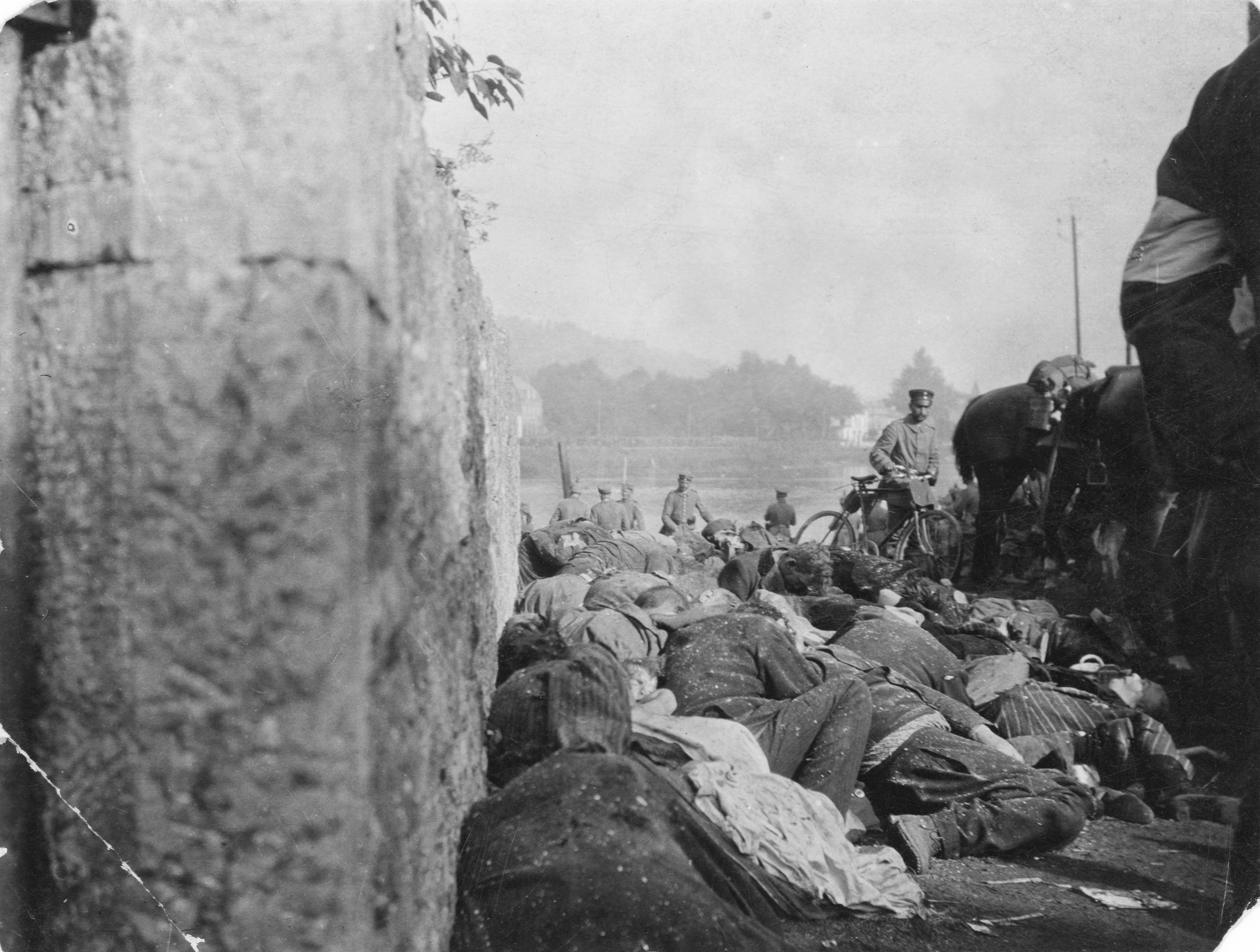
Fusillade du mur Bourdon durant le sac de Dinant, le 23 août 1914.

Pour Stéphane Audoin-Rouzeau, l'idée de la violence extrême est rejetée parce qu'elle révèle nos structures psychiques profondes, au-delà d'une vision policée de nous-même. Elle dévoile par exemple les parentés entre la chasse et la guerre, et rappelle « la capacité humaine à animaliser l’ennemi en temps de guerre ». Elle montre les liens étroits entre les violences du conflit et les actes de cruauté, dont le bourreau tire une jouissance.
L'idée de violence extrême est également rejetée parce qu'elle est trop proche de nous, également en temps de paix. Ainsi, contrairement à une idée répandue, la violence extrême ne naît pas progressivement de la radicalisation du conflit, ou de son caractère de guerre totale. L'étude des atrocités commises à l'été 1914, du sac de Dinant à la thématique du viol de la Belgique montre qu'elles se déroulent dans les premiers jours du conflit, presque sans transition entre temps de paix et temps de guerre, alors qu'on préfère généralement postuler qu'un fossé séparerait ces deux temporalités. Cette porosité effrayante entre le citoyen « normal » et l'auteur d'actes de cruauté renvoie à l'analyse de Christopher Browning dans ses Hommes ordinaires : « Alors, si les hommes du 101e bataillon de réserve de la police ont pu devenir des tueurs, quel groupe humain ne le pourrait pas ? ».

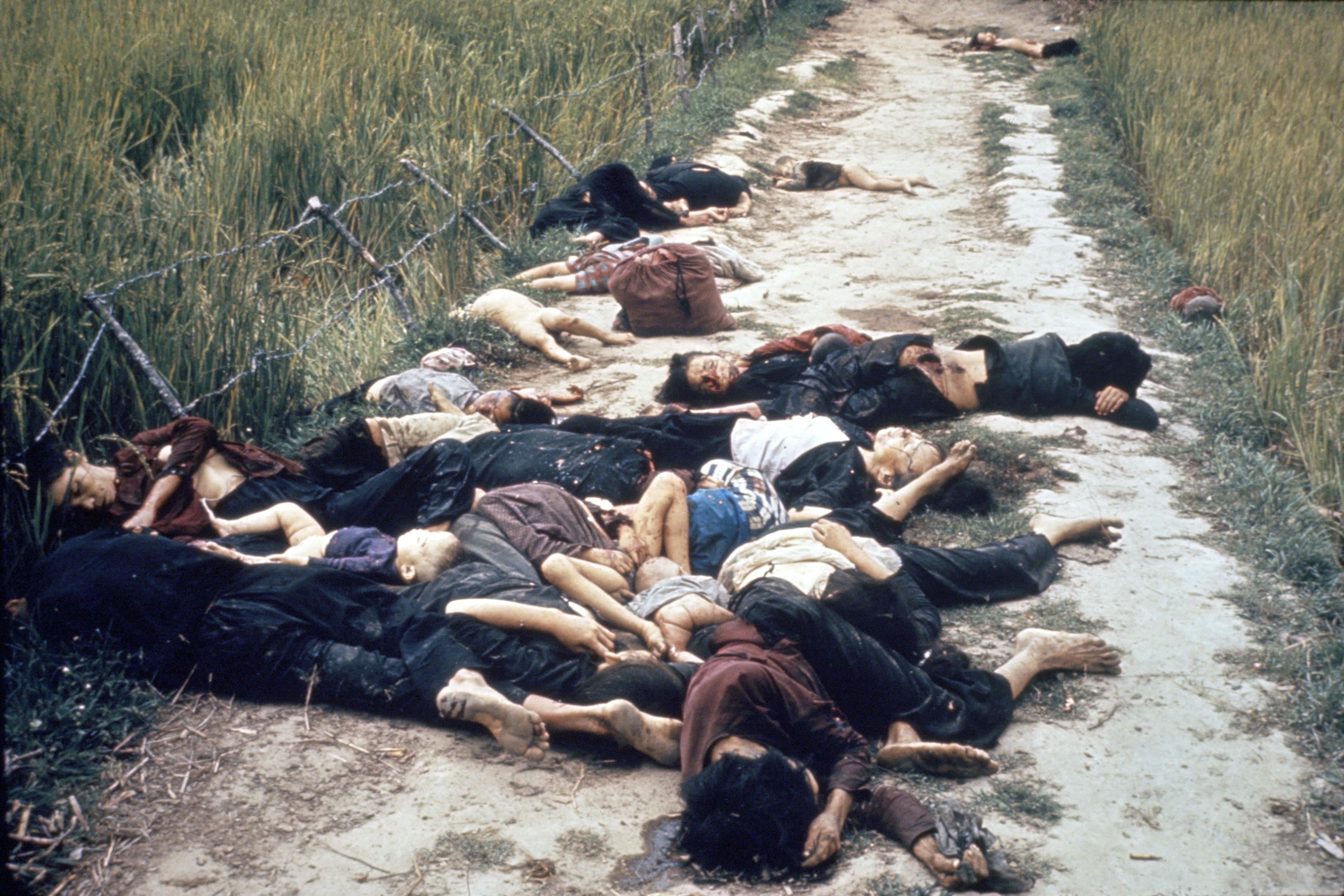
Massacre de My Laï, Ronald L. Haeberle, 16 mars 1968.

Les conséquences de ce déni ou refus de voir sont multiples : elles entraînent surtout une opacité, qui rend les phénomènes inintelligibles. Pour rendre compte du sac de Dinant en 1914, ou du massacre de My Laï le 16 mars 1968, il importe de faire le lien entre la violence vécue par le combattant et le crime de guerre :

« Sans l’agression sensorielle inouïe qu’a représentée pour les combattants la découverte du combat moderne, sans le spectacle de la mort de masse des premiers jours de combat, sans la vision des atteintes corporelles atroces subies par les camarades d’unité, on ne peut imaginer l’ampleur prise par les atrocités commises par les troupes allemandes contre les populations civiles de Belgique et du nord de la France : séparer les deux phénomènes, c’est les rendre tous les deux incompréhensibles ».

— Stéphane Audoin-Rouzeau, Violences extrêmes de combat et refus de voir.
À l'inverse, les massacres de civils exacerbent la violence des unités combattantes, particulièrement si elles sont composées de francs-tireurs ou partisans. Pour voir et saisir les violences extrêmes, il faut donc les approcher dans leur globalité et dans leurs logiques, qui sont en définitive celles de la guerre.

### Caractériser la violence extrême

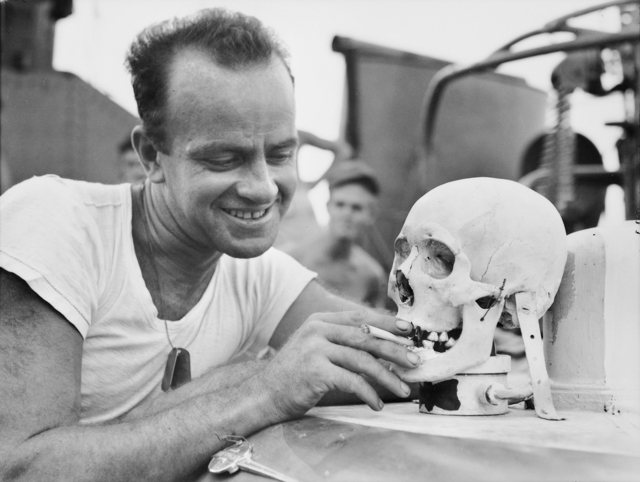
Le crâne d'un soldat japonais sert de décoration sur l'USS PT-341, Alexishafen, Papouasie-Nouvelle-Guinée, 30 avril 1944.

Dire ce qui relève de la violence extrême suppose un travail d'analyse et de réflexion.
La violence extrême ne se confond pas avec certains gestes violents, que ceux-ci soient par exemple la décapitation, ou l'égorgement. Ces gestes sont par exemple pratiqués dans le camp japonais, et par les Américains lors de la guerre du Pacifique, et attestés plus tard lors de conflits de décolonisation. Les soldats américains de la Seconde Guerre mondiale se laissent photographier en train de cuire les crânes de l'ennemi, ou de les arborer en mascotte sur leur navire. Dans le cas de la première et seconde guerre de Tchétchénie, comme dans les vidéos de l'organisation État islamique, si ces formes de violence ne sont pas inédites, leur caractère de violence extrême provient de leur mise en scène, et de leur médiatisation : « ici la dimension extrême de la violence est une construction sociale, qui joue sur la sensibilité du public ».

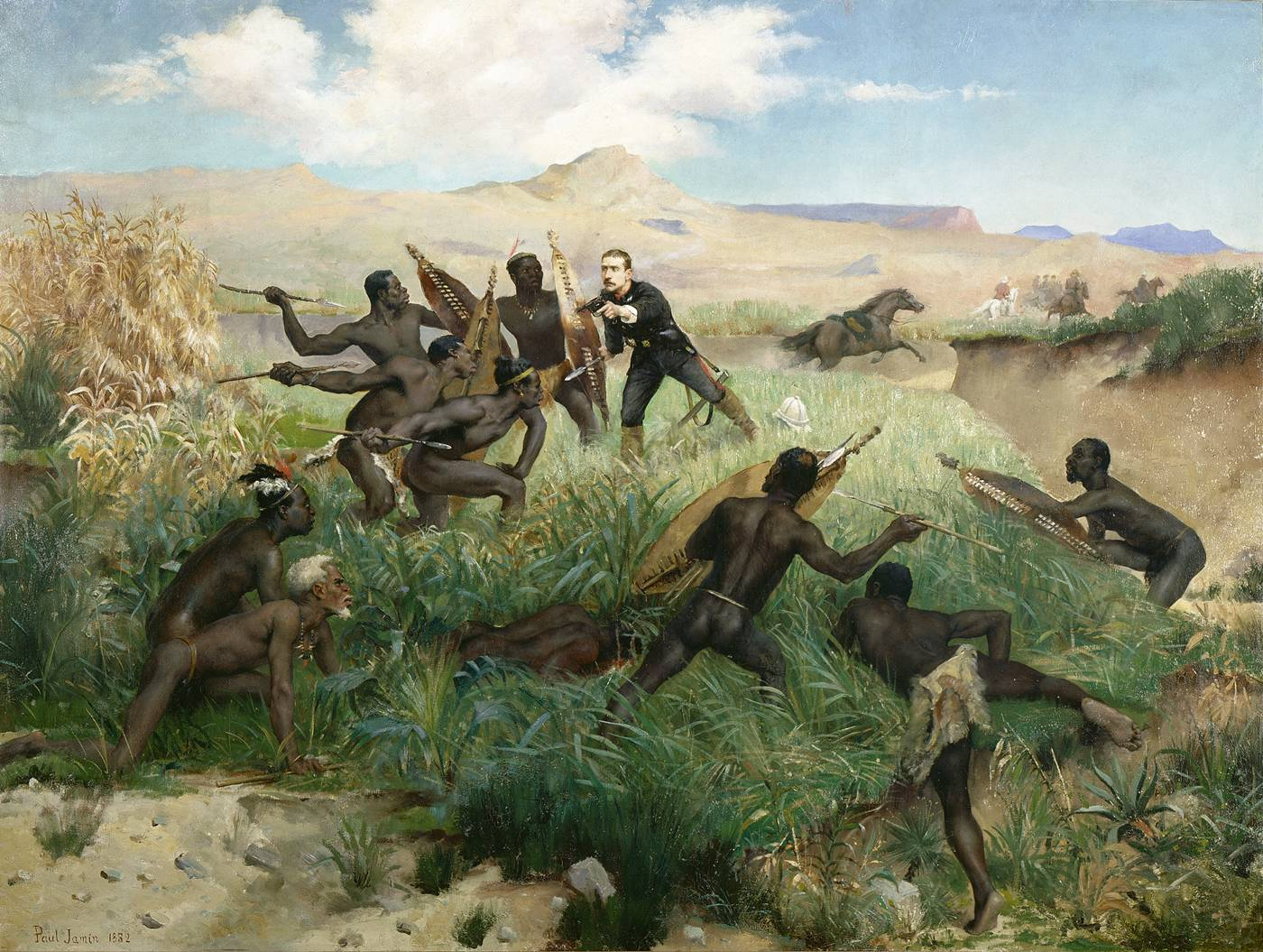
Paul Jamin, Mort du prince impérial Louis-Napoléon Bonaparte, le 1 juin 1879 en pays zoulou.

Selon Christian Ingrao, l'historien doit analyser les raisons pour lesquelles un phénomène est communément qualifié de violence extrême. Il s'appuie sur l'analyse menée par Victor Davis Hanson à propos de la guerre opposant les Anglais aux Zoulous à la fin du XIXe siècle, notamment lors de la bataille d'Isandhlwana en 1879. La bataille donne lieu à des scènes rituelles d'éviscération et d'émasculation des cadavres des soldats britanniques, rapportées dans la presse et perçues comme des violences extrêmes. Ingrao indique qu'à ce moment, les puissances colonisatrices avaient opéré un double mouvement : elles ont posé l'interdit de la violence débridée, et utilisé en même temps une « violence paroxystique sur les territoires à conquérir et à coloniser ». Dans le cadre d'un « processus de civilisation », la violence indigène appelait une répression ferme, qui rendait légitime la conquête coloniale.

« Voilà donc l'enjeu de cette question de la violence extrême. La caractériser comme telle est un acte politique, tandis que dénier le caractère extrême de certaines pratiques, notamment occidentales, permet de les édulcorer, de les rendre supportables, de les légitimer ».

— Christian Ingrao, Une Histoire de la guerre

## Rationalité et déterminants des violences extrêmes

### Rationalité des violences extrêmes

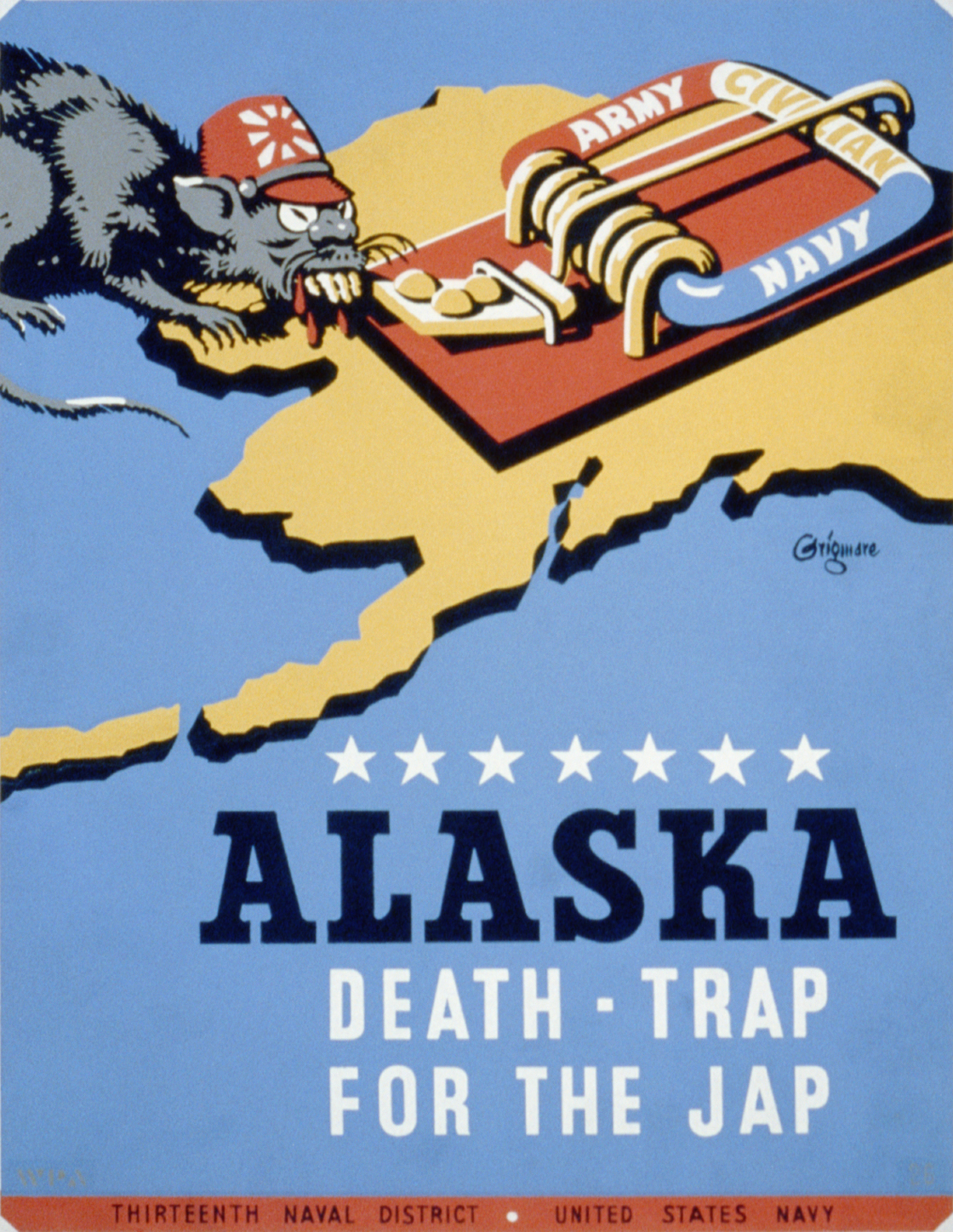
Affiche américaine de la Seconde Guerre mondiale représentant un soldat japonais sous forme de rat.

Les violences extrêmes ne semblent pas pouvoir faire d'emblée partie d'un cadre rationnel. Les massacres, mutilations et actes de cruauté gratuite impliquent le fanatisme, ou la folie meurtrière, ainsi qu'une « dimension imaginaire, magique ». Par exemple, lorsque Wolfgang Sofsky analyse le fonctionnement de la terreur dans les camps de concentration nazis, il estime que l’exercice de la cruauté, la perpétration d'atrocités deviennent pour leurs auteurs des buts en soi, et que ces actes ne reposent plus sur des justifications de nature rationnelle ou idéologique.
Cependant, la violence extrême est organisée et encouragée. Elle s'inscrit dans des stratégies collectives, et lorsqu'il s'agit d'émeutes entre communautés, du processus de « purification ethnique » ou de génocide, « des entrepreneurs politiques construisent et instrumentalisent ces passions pour les
mobiliser à leur profit lorsqu’ils le jugent utile ». Pour Christian Ingrao, la violence extrême est certes le résultat de circonstances particulières, mais également d'une décision culturelle et politique, prise au plus haut niveau. L'affrontement des démocraties et des régimes autoritaires, comme la participation accrue des populations au suffrage, à la conscription ont permis au cours du XXe siècle de légitimer des représentations haineuses de l'ennemi, reposant parfois sur une pseudo-science, qui ont entraîné un recours croissant à la violence de masse, ainsi que la diffusion des « savoirs et techniques de la violence extrême dans le corps social ».

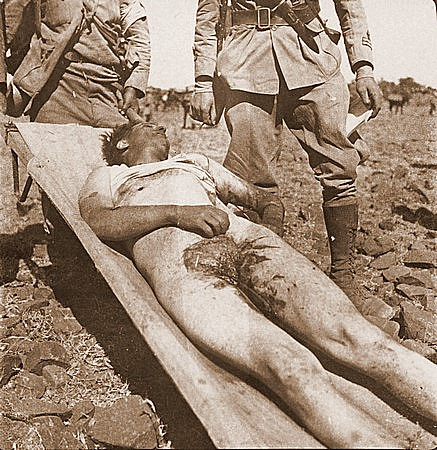
Soldat italien émasculé pendant la seconde guerre italo-éthiopienne.

De même, lorsque la fragmentation des acteurs est majeure, dans les guerres civiles du Libéria, de Sierra Leone ou la guerre entre l'Érythrée et l'Éthiopie, les formes de barbarie qui semblent échapper à toute stratégie, et semblent absurdes, n'en remplissent pas moins une fonction : il s'agit de « s’assurer de la fidélité du participant en créant une complicité dans le crime, d’affirmer une identité collective face à « l’ennemi », d’exercer sur celui-ci une terreur accrue, de rendre plus
difficile encore sa résistance par l’imprévisibilité et l’arbitraire des représailles ».
Ainsi, si les violences extrêmes sont organisées et remplissent une fonction, leurs causes restent complexes et supposent d'envisager, pour l'historien, une « zone grise », un aller-retour entre rationalité et délire, particulièrement dans le moment du passage à l'acte : « Pour vivre, les hommes ont besoin de donner du sens à leur existence. Pour tuer, il en est de même. Ce tremplin mental vers le meurtre de masse repose sur les interactions constantes entre imaginaire et réel, à travers lesquelles toute limite est abolie ».

### Conditions d'apparition

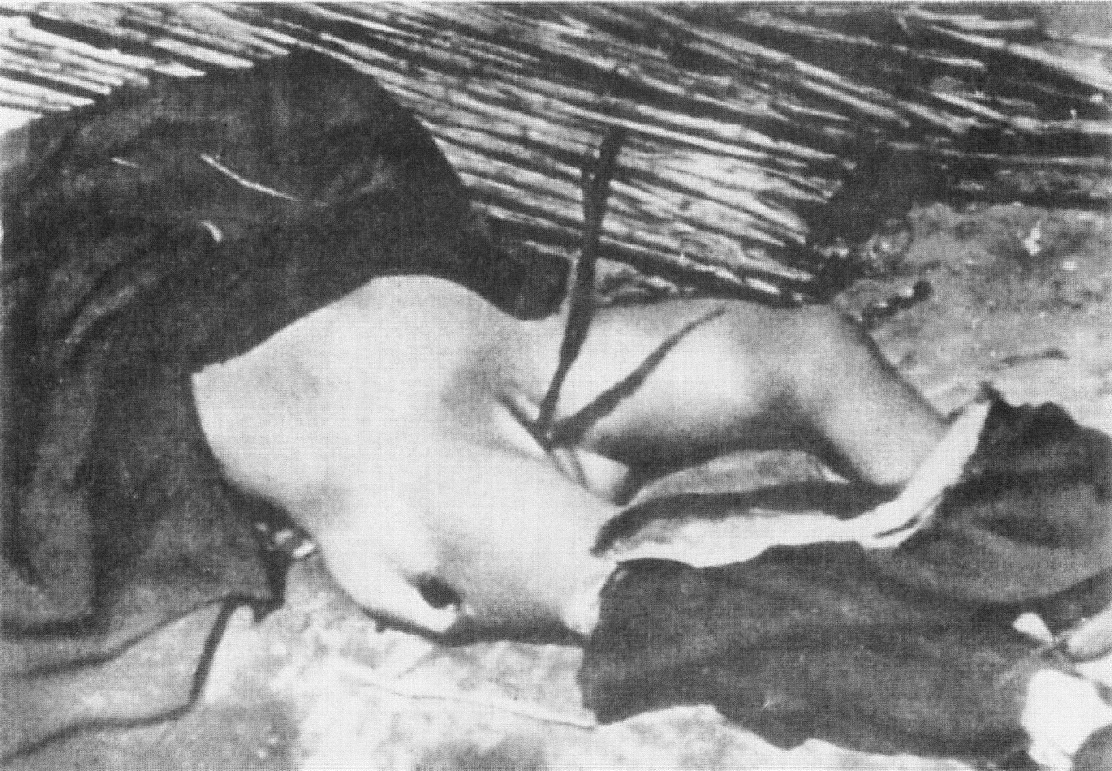
Viol de guerre à Xuzhou, lors du massacre de Nankin.

Les pratiques de violence extrême lors de conflits peuvent être déterminées par une série d'éléments, conjoncturels ou structurels.
Dans la chronologie du conflit, les violences extrêmes s'inscrivent fréquemment dans les phases initiale et finale des conflits. À ce titre, elles marqueraient un bouleversement, inaugural, de l'ordre social et politique des sociétés en guerre. C'est particulièrement clair pour le massacre de Nankin, comme pour celui de Babi Yar, plus tard pour Srebrenica, car la violence se déploie au moment où l'armée investit la ville et y impose sa domination.

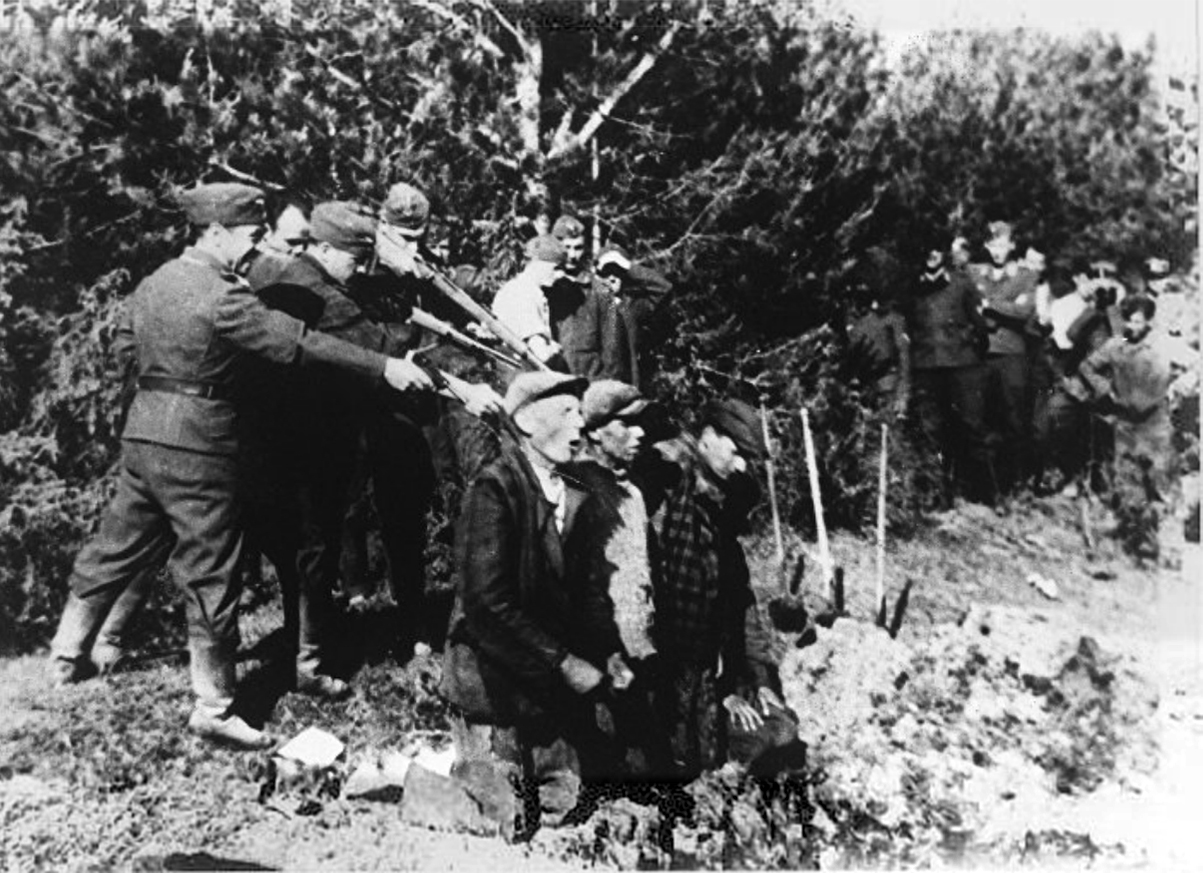
Exécution de civils soviétiques par des membres d’un Einsatzkommando en 1942.

Sans reprendre les théories de Gaston Bouthoul et de la polémologie, Christian Ingrao considère cependant que la révolution démographique — 70 millions de combattants participent à la Première Guerre mondiale — et la révolution industrielle, à travers ses applications militaires, rendent « d'autant plus probable l'apparition et le déploiement de formes de violence extrême ». L'industrialisation de la guerre moderne, qui donne des moyens de plus en plus puissants pour soumettre d'autres populations à des violences d'un type nouveau, ne doit cependant pas faire illusion : si 1 % des morts de la Grande Guerre sont tués à l'arme blanche, et que lors du génocide des Arméniens la mort est donnée de près, c'est que le nombre d'individus engagés dans les violences extrêmes augmente. Ainsi, une centaine de milliers de personnes perpètre la Shoah, notamment dans le cadre des Einsatzgruppen d'Ukraine, Pologne et Serbie.
La fragmentation croissante des acteurs, de groupes de milices et de combattants irréguliers, joue vraisemblablement un rôle dans l'apparition des violences extrêmes. Pour Jacques Semelin, « c'est à travers le groupe qu'on se transforme en tueur de masse. L'individu dans le groupe subit comme une métamorphose ». On retrouve ce phénomène dans les massacres de populations au Darfour à partir de 2003. Pour Christian Ingrao, le génocide rwandais, dans lequel un cinquième de la population du pays, y compris les femmes et les enfants, participe au génocide, à l'arme blanche, témoigne de ce processus de fragmentation ou « désinstitutionnalisation » qui voit le transfert rapide des prérogatives militaires depuis les forces armées rwandaises, aux milices Hutu d'abord, puis à la population civile.
Ce lien entre fragmentation des acteurs et violence extrême dépend cependant d'une ingénierie préalable. Au Rwanda, elle implique le rôle de l'État postcolonial, et celui de la haine ethnique fabriquée par la propagande, notamment celle de la radio des Mille Collines. De façon plus générale, la violence extrême peut résulter d'un phénomène de brutalisation des sociétés civiles.

## Historiographie
Les travaux de quatre historiens sont considérés comme pionniers dans la thématique des violences extrêmes : John Keegan définit la guerre comme un acte culturel, avec son Anatomie de la Bataille, publié en 1975 ; Victor Davis Hanson — Le Modèle occidental de la guerre, 1990, Carnage et culture, 2002 — reprend cette perspective, et Denis Crouzet avait en 1990 mis en place une anthropologie des gestes de violence dans Les Guerriers de Dieu, la violence au temps des guerres de religion. Alain Corbin, en étudiant le Village des cannibales, s'inscrit dans un cadre proche.
La circulation et confrontation des violences extrêmes est étudiée par Hervé Mazurel (La Première guerre totale : L'Europe de Napoléon et la naissance de la guerre moderne, 2010). L'évolution des conflits vers la guerre totale est notamment analysée par Stéphane Audoin-Rouzeau, Annette Becker, Christian Ingrao et Henry Rousso (La Violence de guerre, 1914-1945, publié en 2002) et Joanna Bourke en 1999, avec An Intimate History of Killing.
Les agressions des populations civiles en 1914 font l'objet de l'ouvrage d'Alan Kramer et John Holme, 1914 : les atrocités allemandes. Taner Akçam puis Raymond Kévorkian étudient le génocide arménien. Les publications relatives aux bombardements aériens, comme à la guerre sur le Front de l'Est sont très nombreuses, et les ouvrages de Thomas Hippler, Dieter Pohl, Christian Gerlach et Keith Lowe en fournissent des jalons majeurs. War without Mercy de John Dower est une étude majeure de la Guerre du Pacifique. On peut également citer les travaux de Joshua Fogel sur le massacre de Nankin, de Jacques Guillermaz sur la guerre civile chinoise, de Raphaëlle Branche sur les mécanismes de la violence dans les conflits de décolonisation.
Les conflits les plus contemporains ont notamment été étudiés par Anna Politkovskaïa pour les guerres en Tchétchénie, par Hélène Dumas pour le génocide des Tutsis au Rwanda, et par Gilles Dorronsoro, Adam Baczko et Arthur Quesnay pour la guerre civile syrienne.